# John Brown (Footballspieler, 1990)
John Brown (* 3. April 1990 in Homestead, Florida) ist ein ehemaliger US-amerikanischer American-Football-Spieler auf der Position des Wide Receivers. Zuletzt stand er bei den Buffalo Bills unter Vertrag. Sein Spitzname seit seiner Kindheit lautet „Smokey“.

## Frühe Jahre
Brown spielte Football bereits an der Highschool in Homestead in Florida.

## College

### Erste Collegejahre
Brown begann seine College-Laufbahn 2008 an der Mars Hill University im Madison County in North Carolina. Er spielte dort bereits College Football und fing in elf Spielen 27 Bälle für 619 Yards und sieben Touchdowns.
2009 spielte er keinen College Football und wechselte an das Coffeyville Community College in Coffeyville in Kansas. Für das Jahr 2010 war er aufgrund der Wechselregeln der Universitäten für den College Football gesperrt.

### Pittsburg State University
2011 wechselte Brown schließlich an die Pittsburg State University und spielte dort bis 2013 für die Pittsburg State Gorillas in der NCAA Division II. In seiner gesamten Zeit am College wurde er sowohl als Wide Receiver als auch als Return Specialist eingesetzt.

### College-Statistik
| Jahr            | Team   | Spiele | Passfänge | Rec Yds | Rec TD | Return Yds | Return TD |
| --------------- | ------ | ------ | --------- | ------- | ------ | ---------- | --------- |
| 2008            | MHU    | 11     | 27        | 619     | 7      | 835        | 1         |
| 2011            | PSU    | 14     | 61        | 1216    | 12     | 985        | 3         |
| 2012            | PSU    | 10     | 63        | 973     | 8      | 825        | 1         |
| 2013            | PSU    | 12     | 61        | 1198    | 14     | 653        | 1         |
| Gesamt          | Gesamt | 47     | 212       | 4006    | 41     | 3298       | 6         |
| Quelle: nfl.com |        |        |           |         |        |            |           |

## NFL

### NFL Draft
Brown meldete sich zum NFL Draft 2014 an und galt als besonders schneller, aber unterdurchschnittlich kleiner und wenig robuster Receiver. Es war von vornherein klar, dass ihm auch in der NFL Aufgaben in den Special Teams zugeordnet werden würden. Im NFL Combine konnte Brown positiv auf sich aufmerksam machen, denn er schaffte 4,34 Sekunden im 40 Yard Dash und 6,91 Sekunden im 3 Cone Drill.
Brown wurde im Draft schlussendlich bereits in der 3. Runde an 91. Stelle insgesamt von den Arizona Cardinals ausgewählt.

### Arizona Cardinals
2014 spielte Brown eine solide Rookie-Saison und konnte seine Schnelligkeit als Receiver mehrfach unter Beweis stellen, wurde aber entgegen der Erwartung im Vorfeld des Drafts nicht als Return Specialist eingesetzt. Zum Ende der Saison wurde er für einen besonders extravaganten Touchdown-Jubel mit dem Ickey Woods Award für den besten Touchdown-Jubel der Saison ausgezeichnet.
In der Saison 2015 knackte Brown erstmals in der NFL die 1.000-Yard-Marke für gefangene Yards. Zusätzlich kam er dabei auf sieben Touchdowns.
Nach dieser sehr erfolgreichen Spielzeit konnte er 2016 nicht ganz an seine Vorleistungen als Wide Receiver anknüpfen, wurde aber nun vermehrt auch als Returner eingesetzt.
Während der Saison 2017 wurde bei Brown, nachdem er zuvor anhaltende Probleme mit seiner Muskulatur hatte, eine Sichelzellenanämie diagnostiziert. Aufgrund dessen verpasste er auch ein paar Spiele der Regular Season. Nach der Saison lief sein Rookie-Vertrag aus und er wurde zum Free Agent.

### Baltimore Ravens
Als vertragsloser Spieler wurde Brown vor der Saison 2018 von den Baltimore Ravens unter Vertrag genommen. Brown machte klar, dass ihn seine Sichelzellenanämie nicht in seiner Produktivität beeinträchtigen würde. Brown startete 15 Spiele für die Ravens und fing dabei 42 Pässe für 715 Yards und fünf Touchdowns. Seine Leistungen litten dabei unter dem Wechsel auf der Quarterbackposition der Ravens. Konnte er unter Joe Flacco noch 34 Pässe für 439 Yards und vier Touchdowns fangen, so fing er in den acht Spielen (inkl. Play-offs) mit Lamar Jackson nur zehn Pässe für 128 Yards und einen Touchdown.

### Buffalo Bills
In der Folge verließ Brown die Ravens und unterzeichnete bei den Buffalo Bills einen Dreijahresvertrag über 27 Millionen US-Dollar. In 24 Spielen für die Bills fing Brown 105 Pässe für 1518 Yards und neun Touchdowns. Nach der Saison 2020 wurde er entlassen.

### Las Vegas Raiders
Im März 2021 schloss Brown sich den Las Vegas Raiders an. Am 31. August 2021 wurde er im Rahmen der Kaderverkleinerung auf 53 Spieler entlassen.

### Denver Broncos
Am 12. Oktober 2021 wurde er in das Practice Squad der Denver Broncos aufgenommen. Am 26. Oktober 2021 wurde er wieder entlassen.

### Jacksonville Jaguars
Am 8. November 2021 nahmen die Jaguars Brown für ihren Practice Squad unter Vertrag. Am 29. November 2021 wurde er von den Jaguars entlassen.

### Tampa Bay Buccaneers
In den Play-offs 2021/22 nahmen die Tampa Bay Buccaneers Brown in ihren Practice Squad auf. Er spielte fünf Snaps bei der Niederlage gegen die Los Angeles Rams.

### Rückkehr zu den Buffalo Bills
Am 26. November 2022 nahmen die Buffalo Bills Brown für ihren Practice Squad unter Vertrag. Für das Spiel gegen die New England Patriots in Woche 13 wurde er in den aktiven Kader berufen.

## NFL-Karrierestatistik
| 2014                               | Arizona Cardinals    | 16  | 5  | 48  | 696  | 14,5 | 75T | 5  | 3  | −6 | −2,0 | 2  | 0 | -  | -   | -   | -  | - | - | -  | -    | -  | - | 0 | 0 |
| 2015                               | Arizona Cardinals    | 15  | 11 | 65  | 1003 | 15,4 | 68  | 7  | 3  | 22 | 7,3  | 13 | 0 | -  | -   | -   | -  | - | - | -  | -    | -  | - | 1 | 1 |
| 2016                               | Arizona Cardinals    | 15  | 6  | 39  | 517  | 13,3 | 30T | 2  | 1  | 10 | 10,0 | 10 | 0 | 17 | 119 | 7,0 | 32 | 0 | 1 | 51 | 51,0 | 51 | 0 | 1 | 0 |
| 2017                               | Arizona Cardinals    | 10  | 5  | 21  | 299  | 14,2 | 52  | 3  | 1  | 10 | 10,0 | 10 | 0 | -  | -   | -   | -  | - | - | -  | -    | -  | - | 0 | 0 |
| 2018                               | Baltimore Ravens     | 16  | 15 | 42  | 715  | 17,0 | 71  | 5  | 3  | 4  | 1,3  | 3  | 0 | -  | -   | -   | -  | - | - | -  | -    | -  | - | 0 | 0 |
| 2019                               | Buffalo Bills        | 15  | 15 | 72  | 1060 | 14,7 | 53  | 6  | 2  | 7  | 3,5  | 4  | 0 | -  | -   | -   | -  | - | - | -  | -    | -  | - | 0 | 0 |
| 2020                               | Buffalo Bills        | 9   | 8  | 33  | 458  | 13,9 | 46  | 3  | -  | -  | -    | -  | - | -  | -   | -   | -  | - | - | -  | -    | -  | - | 0 | 0 |
| 2021                               | Denver Broncos       | 2   | 0  | -   | -    | -    | -   | -  | -  | -  | -    | -  | - | -  | -   | -   | -  | - | - | -  | -    | -  | - | 0 | 0 |
| 2021                               | Jacksonville Jaguars | 2   | 0  | -   | -    | -    | -   | -  | -  | -  | -    | -  | - | -  | -   | -   | -  | - | - | -  | -    | -  | - | 0 | 0 |
| 2021                               | Tampa Bay Buccaneers | 0   | 0  | -   | -    | -    | -   | -  | -  | -  | -    | -  | - | -  | -   | -   | -  | - | - | -  | -    | -  | - | 0 | 0 |
| 2022                               | Buffalo Bills        | 3   | 0  | 1   | 42   | 42,0 | 42  | 1  | -  | -  | -    | -  | - | -  | -   | -   | -  | - | - | -  | -    | -  | - | 0 | 0 |
| Total                              | Total                | 103 | 65 | 321 | 4790 | 14,9 | 75  | 32 | 13 | 47 | 3,6  | 13 | 0 | 17 | 119 | 7,0 | 32 | 0 | 1 | 51 | 51,0 | 51 | 0 | 2 | 1 |
| Quelle: pro-football-reference.com |                      |     |    |     |      |      |     |    |    |    |      |    |   |    |     |     |    |   |   |    |      |    |   |   |   |